# أوسكار هوكر
أوسكار هوكر Oskar Höcker (ولد في 13 يونيو 1840 في أيلنبورج – ومات في 8 أبريل 1894 في برلين) هو ممثل وكاتب ألماني.
ولد أوسكار هوكر مثل أخيه جوستاف هوكر في أحد ضواحي أيلنبورج، وتلقى تعلميا راقيا في شيمنيتس. التحق وهو في سن التاسعة عشرة بمدرسة للتمثيل في دريسدن، ومثل في كثير من المدن في بريمن وروستوك ورايشنبرج وشتيتن ومايننجن، وكذلك في مسرح البلاط في كارلسروهه بين عامي 1866 و 1882. وهناك كان على صلة دائمة بأخيه. وفي عام 1883 انتقل إلى برلين ومثل في كبرى مسارحها.
بدأ الكتابة الأدبية في سن الخامسة والعشرين. وفي قصصه يتوجه إلى القراء الشباب فيقترب من تاريخ الكنيسة المسيحية وتاريخ الفن في ألمانيا. ومات هوكر في أوج نجاحه المسرحي والأدبي في 8 أبريل 1894 في برلين عن عمر يناهز الثالثة والخمسين. وابنه باول أوسكار هوكر هو كاتب أيضا.

## من أعماله
- حياة الجنود في الحرب /قصة من من ماضي ألمانيا القريب 1871
- من حياة مولتكه 1873
- الانتقام هو لي 1875
- يتيم 1880
- صور من حياة المدينيتن أوجسبورج ونورنبرج 1884